# Kniha

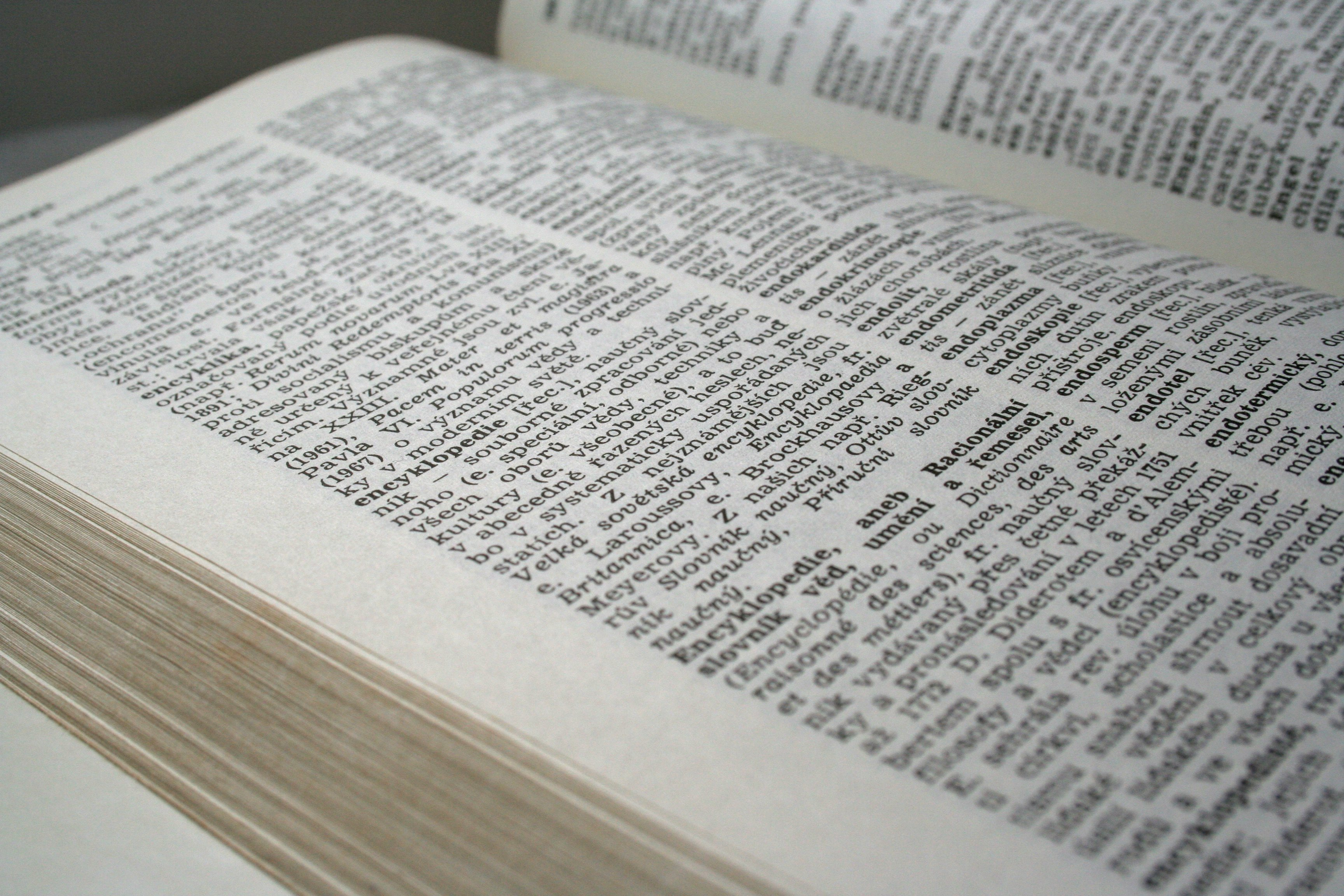
Malý encyklopedický slovník A-Ž

Kniha je médium zaznamenávající informace za pomoci písma nebo obrázků. Tradičně je to sešitý nebo slepený svazek listů nebo skládaný arch papíru, kartonu, pergamenu nebo jiného materiálu, popsaný, potištěný nebo prázdný s vazbou a opatřený přebalem. Starší podobou knihy byly svitky nebo hliněné tabulky. Ve 21. století je stále více rozšířenou formou knihy elektronická kniha (e-kniha, e-book). Odhlédneme-li od hmotné povahy knihy, lze ji obecně definovat jako literární práci nebo oddíl této práce. Pak lze do kategorie knihy zařadit například i audioknihy nebo komplexní práce publikované na internetu. Hranice mezi pojmy kniha a "článek" či "text" je ovšem v tom případě neostrá. 
Knihovní a informační věda definuje knihu jako monografii pro její rozlišení od periodických publikací jako jsou časopisy nebo noviny. Monografie (z řečtiny monos – jeden, grapho – píšu) je publikace (nebo její část) komplexně zpracovávající jedno, obvykle úzce vymezené či specializované téma (např. pojednává o jedné osobnosti, jednom problému, jedné vědecké otázce).
Médium knihy sehrálo mimořádnou úlohu v lidských dějinách, zvláště dopady vynálezu knihtisku Johannem Gutenbergem v polovině 15. století jsou připisovány revoluční dopady na společnost. Státní moc se nezřídka vliv knih snaží regulovat cenzurou. Většina knih je distribuována na knižním trhu jako jakékoli jiné spotřební zboží. Většina států a komunit si ale uvědomuje vzdělávací a společenskou úlohu knih a zpřístupňuje je i v mimotržním prostoru, v knihovnách, často veřejných. V roce 2010 služba Google Books odhadla, že bylo k tomuto datu vydáno v celých dějinách 130 milionů unikátních knih (literárních děl, nikoli hmotných nosičů). 
Osoba se zaujetím pro knihy je označována jako bibliofil nebo knihomil. Důležitými sociálními fenomény spjatými s knihami jsou gramotnost, literatura, spisovný jazyk či školství a vzdělávání.

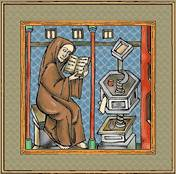
Iluminace čtenáře ze středověkého kodexu

## Historie
Ústní podání (řeč, tradice, doslech) je nejstarší způsob rozšiřování zpráv a příběhů. Po zavedení písma v starověkých civilizacích byly informace zapisovány na hliněné destičky, ostraka, papyrus (Alexandrie, Byblos) nebo pergamenové svitky (Pergamon). V té době se objevují první knihovny (bibliotéky) pro jejich skladování (např. Alexandrijská knihovna).
Pergamenové svitky byly později postupně nahrazovány kodexem, což je svázaná kniha se stránkami a hřbetem, tedy forma většiny knih dodnes. Pro svitky byl nejčastěji používán papyrus, pro kodexy pergamen. Ten byl ve 14. století v Evropě nahrazen lacinějším papírem původem z Číny.
Před objevem knihtisku (v Číně) a zavedením tiskařského lisu byly všechny knihy psány ručně (rukopis). To je také činilo drahými a vzácnými. V raném středověku si knihy mohla dovolit jen církev, univerzity a bohatí a často bývaly připevněny řetězy k polici nebo ke stolu proti odcizení.
V polovině 15. století začaly být knihy v západní Evropě vyráběny blokovým tiskem (technika byla na východě známá už staletí předtím). Při blokovém tisku byl obrysový obraz celé stránky vyřezán ze dřeva. Matrice mohla být mnohokrát natřena inkoustem a použita na reprodukci kopií dané stránky. Výroba celé knihy byl ale stále náročný proces, vyžadující ručně řezanou desku pro každou stránku. Dřevěné desky také nebyly velmi trvanlivé a snadno se opotřebovaly nebo poškodily.
Nejstarší datovaný exemplář kopie pořízené blokovým tiskem uchovává Britská knihovna. Desku nalezl v roce 1907 archeolog Marc Aurel Stein v ohrazené jeskyni u Tun-chuangu v severozápadní Číně. Tiráž na konci obsahuje: Uctivě vyrobil pro obecnou volnou distribuci Wang Jie ve prospěch svých dvou rodičů třináctého dne čtvrtého měsíce devátého roku Xiantongu (tedy 11. května 868).
Čínský vynálezce Pi Šeng kolem roku 1045 vyrobil pohyblivé litery z kameniny (žádné příklady jeho tisku se ale nezachovaly). Znaky a zarovnávací výplně vkládal do mělké přihrádky a zaléval je horkým voskem. Po ztuhnutí vosku šla přihrádka s písmeny používat na tisk celých stránek.
Když Johann Gutenberg v 15. století zavedl knihtisk s kovovými pohyblivými literami, knihy začaly být levnější a široce dostupné. Odhaduje se, že před objevem tiskařského lisu bylo v Evropě vytvořeno ročně jen asi 1000 různých knih. Knihtisk představoval radikální změnu, kdy jedné knihy mohly být najednou vytištěny statisíce exemplářů. Např. jen dílna Hanse Luffta, tiskaře ve Wittenbergu, vytiskla mezi lety 1534 a 1574 více než 100 000 výtisků Lutherovy bible.
Další staletí znamenala zlepšení tiskařského lisu i současně i podmínek pro svobodu tisku postupným uvolňováním přísných zákonů cenzury. V polovině 20. století knižní produkce v Evropě byla přes 200 000 titulů ročně.
S rozvojem počítačové sazby a především digitálního tisku na konci 20. století se vydávání knih pro autory i nakladatele stává dostupnějším. Vzniká také zcela specifický obor vydávání přizpůsobených knih, tzv. osobní knihy.
Na přelomu druhého tisíciletí byl dostupný internet a rozširuje se elektronická kniha.

## Popis knihy

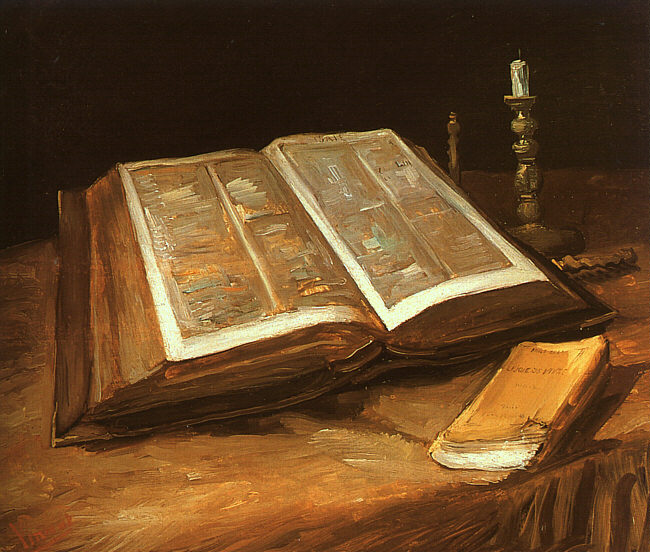
Van Gogh: Zátiší s Knihou

Kniha má přesně stanovenou podobu a každá její součást má svůj název. I když se v současné době mnoho nakladatelství z ekonomických důvodů nedrží této podoby knih při vydávání, lze podle této úpravy knihy poznat kvalitu nakladatelské a knihařské práce.

### Konstrukční části knihy
- knižní blok – označuje svázané a oříznuté listy knihy bez desek. Tento blok je až na konci výroby přilepen („zavěšen“) do desek obálky pomocí předsádky.
- hřbet knihy – u lepených vazeb je vždy rovný, u vázaných knih může být rovný nebo oblý.
- předsádka – je dvojlist (pevnějšího papíru), který spojuje knižní blok s deskami knihy. V knize je předsádka přední a zadní. Je prázdná, může však být potištěna ilustrací.
- přídeští – je jeden z listů předsádky, který je nalepený na deskách (zakrývá surovou vnitřní stranu desky), je přední a zadní.[1]
- desky – jsou obalem knihy v případě tzv. pevné vazby (hardback). Zpravidla obsahuje titul knihy a jméno autora. Desky knihy se dnes vyrábějí zpravidla z lepenky a jsou potahovány papírem, textilem, koženkou nebo kůží.
- ořízka – jsou tři strany knižního bloku viditelné mezi deskami v zavřeném stavu. Při výrobě byly tyto oříznuty.  (Zbylá, čtvrtá strana knižního bloku je vlepena do hřbetu knihy.) Ořízka může být obarvená nebo zlacená. To se dělá z dekorativních důvodů, ale také jako ochrana proti prachu.
- obálka – je obalem knižního bloku v případě měkké vazby (jinak paperback, brožovaná vazba), kdy plní roli desek a přebalu v jednom.
- přebal – je list papíru obalující desky knihy s pevnou, někdy i s brožovanou vazbou. Má funkci jak ochrannou, tak informační (propagační), která bývá na zahnutých klopách.
- klopa přebalu – levá a pravá zahnuté části přebalu
- potah – je papír nebo textil používaný k zakrytí lepenky knižních desek a k jejich spojení
- záložka – může být vložená papírová nebo může jít o textilní či kožený proužek, který je na jednom konci vlepen do hřbetu knihy. Kniha (zvláště odborná) může mít i více textilních záložek. Správně provedená textilní či kožená záložka se pozná podle toho, že při uchopení jejího konce s ní pohodlně projedete celý knižní blok, aniž byste ji museli pustit.
- kapitálek – je proužek textilie (výjimečně se vyskytuje i kožený), který má především dekorativní charakter. Je vlepen do hřbetu knihy, aby zakrýval mezeru mezi blokem a deskami a chránil tak hřbet zavřené knihy před prachem.

### Tištěné části knihy
- signet – značka nakladatelství nebo edice umístěná v knize na první liché stránce.
- patitulní list – je list, který předchází hlavní titul a na kterém je uveden autor knihy a titul knihy. Oproti hlavnímu titulu je vysázen menším písmem. Důvod tohoto zdvojování titulního listu je v minulosti, kdy byly knihy ještě těžké a při častém používání se vytrhávaly z desek. S deskami knihy se tak často ztratil i titulní list a později nebylo možné zjistit název knihy. Signet a patitul mohou být uvedeny na jedné stránce.
- frontispis – (též protititul) je označení pro sudou stránku naproti titulnímu listu. Často je na něm ilustrace.
- hlavní titul – je vždy umístěn na liché stránce knihy. Musí obsahovat titul a podtitul, jméno autora. Může také obsahovat rok vydání a název nakladatelství.
- impresum – (též autorská tiráž, copyrightová stránka, nakladatelský záznam) je na druhé straně titulního listu a musí obsahovat copyright textu (ilustrací) a ISBN. Může se zde umístit laudatio (poděkování) sponzorům knihy.
- tiráž – je obvykle umístěna na posledním listu knihy. Obsahuje technické a nakladatelské údaje o knize, více v samostatném hesle tiráž
- vakát – je prázdná stránka (záměrná nebo nezamýšlená) kdekoliv v knize.
- paginace – číslování stránek. Tradičně v pravém dolním rohu stran nebo uprostřed nebo v záhlaví stránky.
- kapitola – je oddíl textu v knize, který má samostatné postavení. Každá kapitola musí začínat na liché stránce knihy. Je označena názvem nebo alespoň číslicí.
- obsah – je seznam všech kapitol a podkapitol, který usnadňuje práci s knihou. Obzvláště důležitý je u odborných knih. Umísťuje se na konci knihy, avšak u odborných publikací může být umístěn i na začátku za impresem.
- rejstřík – může být místní, věcný nebo personální. Může také být nerozlišený. Věci nebo osoby, které autor považuje za důležité, mohou být uvedeny v rejstříku. Tam je u nich zároveň uvedena každá strana jejich výskytu v textu. Slouží pro lepší vyhledávání v textu knihy. Rejstřík patří do odborné nebo populárně naučné knihy.
- bibliografie – je soupis jiných knih, na které se odkazuje v textu.
- ex libris – je ozdobné označení vlastníka knihy.

## Typy knih podle vazby

### Základní dělení
- s tvrdou (pevnou) vazbou (též vázané)
- s polotuhou vazbou (leporela, dětské skládačky) – používá se lepenka do 600 g/m²
- s měkkou vazbou (též brožury, paperbacky) – na obálku se používá těžší papír než na blok, ne však lepenka

#### Měkké vazby
- V1 – měkké desky, sešité drátěnou sponkou
- V2 – měkké desky, lepená, oříznutá na třech stranách (i s obálkou)
- V2a – lepená brožura s přesahem obálky
- V2b – lepená brožura, předsádka je přilepena k obálce
- V3 – lepená brožura sešitá drátem ze strany, tzv. blokovaná brožura
- V4 – šitá brožura (vázaný blok přilepený k měkké obálce)

#### Polotuhé vazby
- V5 – polotuhá vazba s deskami z lehčí lepenky – knižní blok je buď lepen, nebo sešit nití, vazba je podobná V2, dnes se již téměř nepoužívá
- V6 – leporela

#### Tuhé vazby
- V7 – poloplátěná vazba (šitý blok, plátěný hřbet, papírový potah desek)
- V8 – pevné desky, šitý blok, plátěný potah, papírový přebal
- V8a – pevné desky, šitý blok, papírový (laminovaný) potah, bez přebalu
- V8b – pevné desky, šitý blok, papírový potah, papírový přebal
- V9 – plastové desky, šitý blok

### Zdobení vazby
Potah obálek (knižních desek) je kvůli ochraně papíru často laminován. Povrch papíru je potažen slabou fólií – lesklou, matnou nebo strukturovanou. Používá se také lakování papíru. Laik rozdíl téměř nepozná. Pro větší efektivitu se může nalakovat pouze část papíru (obálky, přebalu), to pak nazýváme parciálním lakem. Dále se obálka zdobí slepotiskem, což je vytlačení nápisu nebo obrazce do obálky (přebalu). Ražba je vyražení nápisu nebo obrazce do obálky knihy přes slabou fólii, ze které se na obálku přenese barva (např. zlatá).